# Osiris Trio
Het Osiris Trio is een Nederlands pianotrio.
Het trio werd opgericht na een succesvol optreden in het Concertgebouw in 1988. Tot 2005 bestond het trio uit Peter Brunt (viool), Larissa Groeneveld (cello) en Ellen Corver (piano). In de jaren 2005-10 werd Brunt vervangen door Vesko Eschkenazy, om daarna weer terug te keren.
Vier jaar na de oprichting kreeg het Osiris Trio de Nederlandse prijs Philip Morris Finest Selection (later Philip Morris Kunstprijs), bedoeld om een cd-opname te kunnen maken. Een jaar later ontving het trio de Annie Bosboom Prijs met als doel de ondersteuning van een internationale carrière.
Naast de vele concerten die het Osiris Trio in Nederland geeft, trad het inmiddels op in Denemarken, Estland, Duitsland, Spanje, Engeland en Zuid-Afrika. Ook werd het trio door het Concertgebouw uitgenodigd om deel te nemen aan de serie Rising Stars van het Concertgebouw in Amsterdam. Deze concertserie bracht hen naar de grote concertzalen van Keulen, Londen, Wenen, Stockholm, Birmingham en New York voor het succesvolle debuutconcert in Carnegie Hall. Een door de New York Times zeer goed ontvangen optreden in The Frick Collection leidde tot een reeks van tournees door de Verenigde Staten en Canada. Het Osiris Trio heeft meerdere malen opgetreden in het kader van een staatsbezoek van koningin Beatrix.
Het trio heeft inmiddels vele cd's op zijn naam staan. Olivier Messiaens Quatuor pour la fin du temps met klarinettist Harmen de Boer ontving een 10 in het muziekblad Luister en Het Parool besloot de recensie van de opname van Nederlandse pianotrio's met "Internationaal topniveau". In september 2008 verscheen hun meest recente cd met werken van Antonín Dvořák.
Het Osiris trio speelt het repertoire voor pianotrio van Joseph Haydn tot en met hedendaagse componisten, van wie velen werken speciaal voor het trio hebben geschreven, zoals Ron Ford, Klas Torstensson, Robin de Raaff, de Ierse componist Kevin Volans en Jan van Vlijmen, wiens Trio estatico in 2007 in première ging.
Het trio speelt geregeld samen met andere musici om andere muziek dan alleen pianotrio's te kunnen spelen, zoals met sopraan Charlotte Riedijk en klarinettist Lars Wouters van den Oudenweijer